# Carlos Gruezo
Carlos Armando Gruezo Arboleda (Santo Domingo, 19 aprile 1995) è un calciatore ecuadoriano, centrocampista del LDU Quito e della nazionale ecuadoriana.

## Biografia
Anche suo padre Carlos Armando Gruezo Quiñónez è stato un calciatore.

## Carriera

### Club
Ha esordito con la prima squadra dell'Independiente José Terán giocando 4 partite in campionato. Passato al Barcelona Guayaquil, gioca due stagioni in massima serie disputando in tutto 77 incontri in campionato; nella seconda di queste stagioni esordisce pure nella Copa Libertadores e nella Copa Sudamericana.
Nel gennaio del 2014 è acquistato dallo Stoccarda, esordendo in Bundesliga. Nel gennaio del 2016 passa agli americani del Dallas, dove rimane 3 anni e mezzo. Nel 2019 viene acquistato dall'Augusta per 4 milioni di euro.

### Nazionale
Ha partecipato al Mondiali Under-17 2011, giocando 4 partite, e al Sudamericano Unde-20 2013, giocando 9 partite.
Viene convocato per la Copa América Centenario negli Stati Uniti.

## Statistiche

### Presenze e reti nei club
Statistiche aggiornate al 7 aprile 2022.
| Stagione            | Squadra                 | Campionato          | Campionato | Campionato | Coppe nazionali | Coppe nazionali | Coppe nazionali | Coppe continentali | Coppe continentali | Coppe continentali | Altre coppe | Altre coppe | Altre coppe | Totale | Totale |
| Stagione            | Squadra                 | Comp                | Pres       | Reti       | Comp            | Pres            | Reti            | Comp               | Pres               | Reti               | Comp        | Pres        | Reti        | Pres   | Reti   |
| ------------------- | ----------------------- | ------------------- | ---------- | ---------- | --------------- | --------------- | --------------- | ------------------ | ------------------ | ------------------ | ----------- | ----------- | ----------- | ------ | ------ |
| 2011                | Independiente del Valle | SA                  | 4          | 0          |                 | -               | -               |                    | -                  | -                  |             | -           | -           | 4      | 0      |
| 2012                | Barcelona SC            | SA                  | 39         | 1          |                 | -               | -               | CS                 | 1                  | 0                  |             | -           | -           | 40     | 1      |
| 2013                | Barcelona SC            | SA                  | 38         | 2          |                 | -               | -               | CL                 | 3                  | 0                  |             | -           | -           | 41     | 2      |
| Totale Barcelona SC | Totale Barcelona SC     | Totale Barcelona SC | 77         | 3          |                 | -               | -               |                    | 4                  | 0                  |             | -           | -           | 81     | 3      |
| 2013-2014           | Stoccarda               | BL                  | 8          | 0          |                 | -               | -               |                    | -                  | -                  |             | -           | -           | 8      | 0      |
| 2014-2015           | Stoccarda               | BL                  | 8          | 1          |                 | -               | -               |                    | -                  | -                  |             | -           | -           | 8      | 1      |
| 2015-gen. 2016      | Stoccarda               | BL                  | 2          | 0          | CG              | 1               | 0               |                    | -                  | -                  |             | -           | -           | 3      | 0      |
| Totale Stoccarda    | Totale Stoccarda        | Totale Stoccarda    | 18         | 1          |                 | 1               | 0               |                    | -                  | -                  |             | -           | -           | 19     | 1      |
| 2016                | FC Dallas               | MLS                 | 29         | 0          | USOC            | 3               | 0               |                    | -                  | -                  |             | -           | -           | 32     | 0      |
| 2017                | FC Dallas               | MLS                 | 31         | 0          | USOC            | 1               | 0               | CCL                | 6                  | 1                  |             | -           | -           | 38     | 1      |
| 2018                | FC Dallas               | MLS                 | 32         | 2          | USOC            | 1               | 1               | CCL                | 2                  | 0                  |             | -           | -           | 35     | 3      |
| 2019                | FC Dallas               | MLS                 | 9          | 1          |                 | -               | -               |                    | -                  | -                  |             | -           | -           | 9      | 1      |
| Totale FC Dallas    | Totale FC Dallas        | Totale FC Dallas    | 101        | 3          |                 | 5               | 1               |                    | 8                  | 1                  |             |             |             | 114    | 5      |
| 2019-2020           | Augusta                 | BL                  | 11         | 0          | CG              | 1               | 0               |                    | -                  | -                  |             | -           | -           | 12     | 0      |
| 2020-2021           | Augusta                 | BL                  | 28         | 0          | CG              | 2               | 0               |                    | -                  | -                  |             | -           | -           | 30     | 0      |
| 2021-2022           | Augusta                 | BL                  | 13         | 0          | CG              | 1               | 0               |                    | -                  | -                  |             | -           | -           | 14     | 0      |
| Totale Augusta      | Totale Augusta          | Totale Augusta      | 52         | 0          |                 | 4               | 0               |                    | -                  | -                  |             | -           | -           | 56     | 0      |
| Totale carriera     | Totale carriera         | Totale carriera     | 252        | 7          |                 | 10              | 1               |                    | 12                 | 1                  |             |             |             | 274    | 9      |

## Palmarès
- Campionato ecuadoriano: 1

Barcelona SC: 2012
- Lamar Hunt U.S. Open Cup: 1

FC Dallas: 2016
- MLS Supporters' Shield: 1

FC Dallas: 2016
- Supercoppa ecuadoriana: 1

LDU Quito: 2025